# Inge Vervotte
Inge Marie Roger Ghislaine Vervotte (Bonheiden, 27 december 1977) is een Belgisch voormalig politica voor CD&V en huidig bestuurder voor Emmaüs vzw.

## Biografie

### Studies
Vervotte studeerde in 1998 aan de Katholieke Sociale Hogeschool in Heverlee af als maatschappelijk assistente, optie syndicaal werk.

### Vakbond
Ze begon haar professionele loopbaan bij de christelijke vakbond ACV. In het dienstencentrum van Borgerhout verzorgde ze de werkloosheidsdossiers en andere eerstelijnszorg. Een half jaar later vertrok ze naar de Vormingsdienst van de ACV-centrale voor de Openbare Dienst, de CCOD, waar ze opleidingen gaf voor de afgevaardigden. Al gauw legde ze zich deeltijds toe op Sabena en wat later werd ze secretaris voor de hele luchtvaartsector. Nadien werd ze actief als vakbondssecretaris voor kleine en middelgrote banken bij de vakcentrale LBC-NVK in Brussel.
Als vakbondssecretaris verdedigde ze mee de belangen van de Sabena-werknemers tijdens de teloorgang van de nationale luchtvaartmaatschappij. Inge Vervotte werd zo bij het grote publiek bekend. Ook toenmalig CD&V-voorzitter Stefaan De Clerck merkte haar op. Toen ze uiteindelijk besliste om de stap naar de politiek te zetten, koos ze ook voor CD&V. Zij kon zich best vinden in de visie, het profiel en de stijl van die partij.

### Politiek
Bij de federale verkiezingen van 18 mei 2003 werd ze voor CD&V tot lid van de Kamer van volksvertegenwoordigers verkozen in de kieskring Antwerpen. Hoewel ze een nieuwkomer was, haalde ze het hoogste aantal voorkeurstemmen van alle Antwerpse kandidaten. Bij de derde rechtstreekse Vlaamse verkiezingen van 13 juni 2004 werd ze verkozen in diezelfde kieskring. Ze bleef ruim een maand Vlaams Parlementslid tot ze op 22 juli 2004 de overstap maakte naar de Vlaamse regering-Leterme I en de eed aflegde als Vlaams minister van Welzijn, Volksgezondheid en Gezin. In het Vlaams Parlement werd ze diezelfde dag nog opgevolgd door Cathy Berx.
Bij de federale verkiezingen van 10 juni 2007 werd Inge Vervotte opnieuw verkozen in de Kamer. Op 27 juni 2007 nam zij daarom ontslag als Vlaams minister. Op 21 december 2007 werd Inge Vervotte federaal minister van Ambtenarenzaken en Overheidsbedrijven in de interim-regering van Verhofstadt III. Deze functie behield ze ook vanaf 20 maart 2008 in de federale (Belgische) regering Leterme I. Zij diende op 30 december 2008 haar ontslag in en trad dus niet toe tot de volgende regering geleid door Herman Van Rompuy. Op 30 december 2008 trad ze af als minister, mogelijk uit loyaliteit met Leterme. Daarna zat ze van december 2008 tot november 2009 terug in de Kamer en studeerde ze gelijktijdig nog in het Verenigd Koninkrijk. Toen Leterme op 25 november 2009 eerste minister kon worden, nam ook zij haar oude ministerportefeuilles weer op. Op 23 augustus 2011 kondigde ze haar vertrek aan uit de actieve politiek om vanaf 2013 voorzitter te worden van Emmaüs vzw. Ze bleef wel nog minister in de ontslagnemende regering-Leterme. Na de start van de regering-Di Rupo zetelde ze nog tot begin 2013 in de Kamer. Daarna begon haar voorzittersambt bij Emmaüs.
In de aanloop van de lokale verkiezingen van 2012 stelde N-VA als voorwaarde voor een nieuw kartel dat zij kandidaat-burgemeester zou zijn. De kartelplannen gingen echter niet door en Vervotte werd lijstduwer voor haar partij te Mechelen. Tijdens deze verkiezingen deden geruchten de ronde dat Vervotte een bouwgrond zou gekocht hebben in buurgemeente Putte. Vervotte zelf ontkende dit. Haar CD&V verloor 7,9 % ten overstaan van 2006 toen ze in kartel met N-VA opkwamen en strandde op 12,4%. Persoonlijk kreeg Vervotte 1251 voorkeurstemmen, waarmee ze de 9e populairste politica was na onder andere Bart Somers (VLD-Groen-m+, 10366), Caroline Gennez (sp.a, 4072) en Marc Hendrickx (N-VA, 3556). Haar partij sloot een coalitie met N-VA en Vld-Groen-m+, maar Vervotte zelf besloot niet te zetelen als gemeenteraadslid. Burgemeester werd opnieuw Bart Somers.

### Na de politiek
In 2013 werd Vervotte voorzitter van Emmaüs vzw. Ze verliet daarom eind 2012 de politiek en begon in juli 2013 als voorzitter van het dagelijks bestuur.
Eind 2012 werd ze aangesteld als lid van de raad van bestuur van de Katholieke Universiteit Leuven. Haar mandaat liep in december 2020 af.
In 2013 werd Vervotte in navolging van Wivina Demeester voorzitter van het Vlaams Instituut voor Gezondheidspromotie en Ziektepreventie. Marc Morris volgde haar in 2017 op.
In oktober 2020 werd ze door Antonio Guterres, secretaris-generaal van de Verenigde Naties, benoemd tot lid van de bestuursraad van het UN Voluntary Trust Fund for Victims of Trafficking in Persons (UNVTF), dat slachtoffers van mensenhandel en -smokkel bijstaat en hen rechtstoegang, hulppakketten en toegang tot gezondheidszorg biedt.
In oktober 2021 werd Vervotte voorzitter van het kunstencentrum deSingel. Ze volgde andermaal Wivina Demeester op. In maart 2022 volgde ze Demeester ook als voorzitter van het Vlaams Architectuurinstituut op.
In oktober 2022 nam ze opnieuw een rol op binnen CD&V door toe te treden tot de partijraad van de partij.

## Overzicht deelname politieke verkiezingen
- Kamer van volksvertegenwoordigers 18 mei 2003 - 1e plaats kieskring Antwerpen - CD&V - verkozen - zetelt tot 13 juni 2004
- Vlaams Parlement 13 juni 2004 - 1e plaats kieskring Antwerpen - CD&V-N-VA - Vlaams minister van 22 juli 2004 tot 27 juni 2007
- Gemeenteraad 8 oktober 2006 - Mechelen - 41e plaats - CDV-N-VA - verkozen
- Kamer van volksvertegenwoordigers 10 juni 2007 - 1e plaats kieskring Antwerpen - CD&V-N-VA - verkozen
- Vlaams Parlement 7 juni 2009 - 1e opvolger kieskring Antwerpen - CD&V - beslist niet te zetelen
- Kamer van volksvertegenwoordigers 13 juni 2010 - 1e plaats kieskring Antwerpen - CD&V - verkozen
- Gemeenteraad 14 oktober 2012 - Mechelen - 43e plaats - CD&V - verkozen (1.251 stemmen) - beslist niet te zetelen